# Siriella longipes
Siriella longipes är en kräftdjursart som beskrevs av Nakazawa 1910. Siriella longipes ingår i släktet Siriella och familjen Mysidae. Inga underarter finns listade i Catalogue of Life.